# STS-132
STS-132 foi uma missão à Estação Espacial Internacional do programa do ônibus espacial da NASA. A espaçonave foi lançada de Cabo Kennedy em 14 de maio de 2010 para uma missão com a duração de onze dias. Ela marcou também a penúltima viagem ao espaço da nave Atlantis.
Seu principal objetivo foi a instalação do Minimódulo Russo de Pesquisa 1 (MMP1) "Rassvet", e o "Integrated Cargo Carrier" (ICC) à estrutura da ISS. Foi a missão ULF4 para a construção da Estação Espacial Internacional.

## Tripulação
| Posição                  | Astronauta        |
| ------------------------ | ----------------- |
| Comandante               | Kenneth Ham       |
| Piloto                   | Dominic Antonelli |
| Especialista de missão 1 | Stephen Bowen     |
| Especialista de missão 2 | Michael Good      |
| Especialista de missão 3 | Piers Sellers     |
| Especialista de missão 4 | Garrett Reisman   |

## Objetivos
Acoplar o Minimódulo Russo de Pesquisa 1 (MMP1)  e o "Integrated Cargo Carrier" (ICC) à ISS.

## Pré-Lançamento
O tanque externo a ser acoplado à Atlantis iniciou sua viagem até Cabo Canaveral em 24 de fevereiro de 2010, saindo da fábrica da NASA em Nova Orleans, na Louisiana, e prosseguindo por seis dias através do Golfo do México até a Flórida, onde chegou em 1 de março.
A Atlantis deixou seu hangar de manutenção em 13 de abril, e sendo esta a sua programada última missão no espaço, parou várias vezes durante o caminho até a plataforma de lançamento, para que técnicos e engenheiros pudessem tirar fotografias ao lado do ônibus espacial.
Esta última caminhada da Atlantis até o local de lançamento, ocorreu exatos 25 anos após o orbitador ter chegado pela primeira vez a Cabo Kennedy, depois de uma viagem através de todo o país desde a fábrica em Palmdale, na Califórnia, em 1985. A carga da missão STS-132 foi instalada no compartimento de carga da Atlantis em 25 de abril, 20 dias antes do lançamento.
A tripulação da missão voou do Centro Espacial Lyndon Johnson, em Houston, até Cabo Canaveral, em 10 de maio, onde a contagem retroativa para o lançamento começou em 11 de maio. A preparação da tripulação para o voo começou as 05:00 do dia do voo, com uma hora de exames médicos finais. A equipe partiu para a base de lançamento às 10:30 e o comandante Kenneth Ham foi o primeiro a tomar assento na nave, as 11:00, seguido do piloto Antonelli. Após os procedimentos de checagens técnicas entre a nave e o controle de voo, a Atlantis foi fechada e pressurizada pela equipe de apoio de terra. O lançamento ocorreu às 18:20 UTC.(14:20 hora local) 

## Dia a dia

### 14 de maio - Dia 1
Atlantis lançada às 18:20 UTC, com o porta-voz da NASA e narrador dos lançamentos dos ônibus espaciais, George Diller, transmitindo que "a Atlantis é lançada alcançando o pináculo de suas realizações no espaço". Cerca de 39 mil convidados, incluindo Buzz Aldrin, o segundo homem na Lua, e o apresentador de televisão David Letterman, assistem ao lançamento ao vivo em Cabo Canaveral. Também presentes Sergei Ivanov, vice-primeiro-ministro da Rússia e Anatoli Perminov, diretor-geral da Agência Espacial Russa, Roskosmos.
Atingindo a órbita de entrada, 8m32s depois de lançada, a tripulação da Atlantis abriu as portas do compartimento de carga, e ativou a antena Ku-band da espaçonave. Em seguida, fizeram uma inspeção completa no Canadarm, o braço robótico da nave.

### 15 de maio - Dia 2
A tripulação começou seu primeiro dia completo no espaço às 08:20 UTC. O dia foi dedicado à inspeções detalhadas no escudo antitérmico da nave e ao sistema de sensores do orbitador, procurando por algum sinal de dano durante o lançamento. O comandante Ham instalou uma câmera central no sistema de acoplagem da Atlantis para ajudá-lo na acoplagem com a ISS. Outros dois tripulantes, Michael Good e Stephen Bowen passaram horas verificando os trajes espaciais para transferi-los para a ISS. Garrett Reisman verificou todo os trajes de caminhada espaciais.
Foram feitas também duas rápidas queimas de motores para corigir o curso da espaçonave, em seu caminho ao encontro da Estação Espacial Internacional.

### 16 de maio - Dia 3
Acoplagem da Atlantis com a Estação Espacial Internacional realizada às 14:28 UTC, cerca de 350 km acima do Oceano Pacífico, sendo a operação fotografada pelos habitantes da ISS, Oleg Kotov, Timothy Creamer e Soichi Noguchi. Às 16:18 UTC, as duas tripulações encontraram-se no interior da ISS.
Em preparação para o trabalho externo na ISS no dia seguinte, os tripulantes da Atlantis passaram uma hora revisando os procedimentos para as Atividades extra-veiculares.

### 17 de maio - Dia 4
A tripulação é acordada pela CAPCOM  (controladora de missão em Houston) Shannon Lucid para ser informada que não serão mas necessárias inspeções de equipamento, mas foram solicitadas a fazer novas inspeções em seções específicas da Atlantis ainda não feitas nos dias anteriores.
Os astronautas Reisman e Bowen realizam a primeira das três caminhadas espaciais previstas, instalando antenas e uma nova plataforma de ferramentas. Piers Sellers e a integrante da Expedição 23 na ISS Tracy Caldwell operaram o Canadarm, em apoio às operações externas.

### 18 de maio - Dia 5
Dia dedicado à instalação do módulo russo na estrutura da ISS. Trabalhando em conjunto, os tripulantes moveram o módulo do comparimento de carga da Atlantis para sua nova posição, acoplada ao módulo Zarya, o que foi finalizado às 12:20 UTC quando a nave encontrava-se sobre a Argentina.
Após a tarefa completada, os integrantes da Expedição 23 na estação, Oleg Kotov, Tracy Caldwell e Alexandr Skvortsov e os tripulantes da STS-132 Ham, Reisman e Sellers, deram entrevista conjunta à CNN, MSNBC e Fox News, respondendo perguntas sobre a estada deles em órbita, as experiências realizadas e o vazamento de petróleo no Golfo do México.

### 19 de maio - Dia 6
A principal tarefa do dia foi de Atividades extra-veiculares realizadas pelos astronautas Bowen e Good, a segunda das três programadas. Apoiados pela tripulação dentro da Atlantis, os dois fizeram a substituição de baterias montadas numa das estruturas da ISS, que funcionavam desde 2000. Também colocaram em funcionamento as novas antenas sobressalentes Ku-Band levadas na missão. A operação foi filmada e fotografada pelo comandante Kenneth Ham.

### 20 de maio - Dia 7
Os cosmonautas russos da Expedição 23 entraram no módulo 1 MRM com proteção de máscaras para o caso de algum vazamento e reportaram que algumas lascas de metal flutuavam dentro do módulo, provavelmente soltas durante o lançamento. O controle da missão, tanto em Houston quanto na Cidade das Estrelas, trabalham para resolver o problema testando uma técnica segura a fim de remover os fragmentos.
Mais entrevistas foram dadas, desta vez à Associated Press e a CBS News. Durante o resto do período útil de trabalho, mais material científico e suprimentos foram transferidos da Atlantis para a ISS. Good e Garrett prepararam suas ferramentas e roupas espaciais para as próximas atividades extra-veiculares programadas.

### 21 de maio - Dia 8

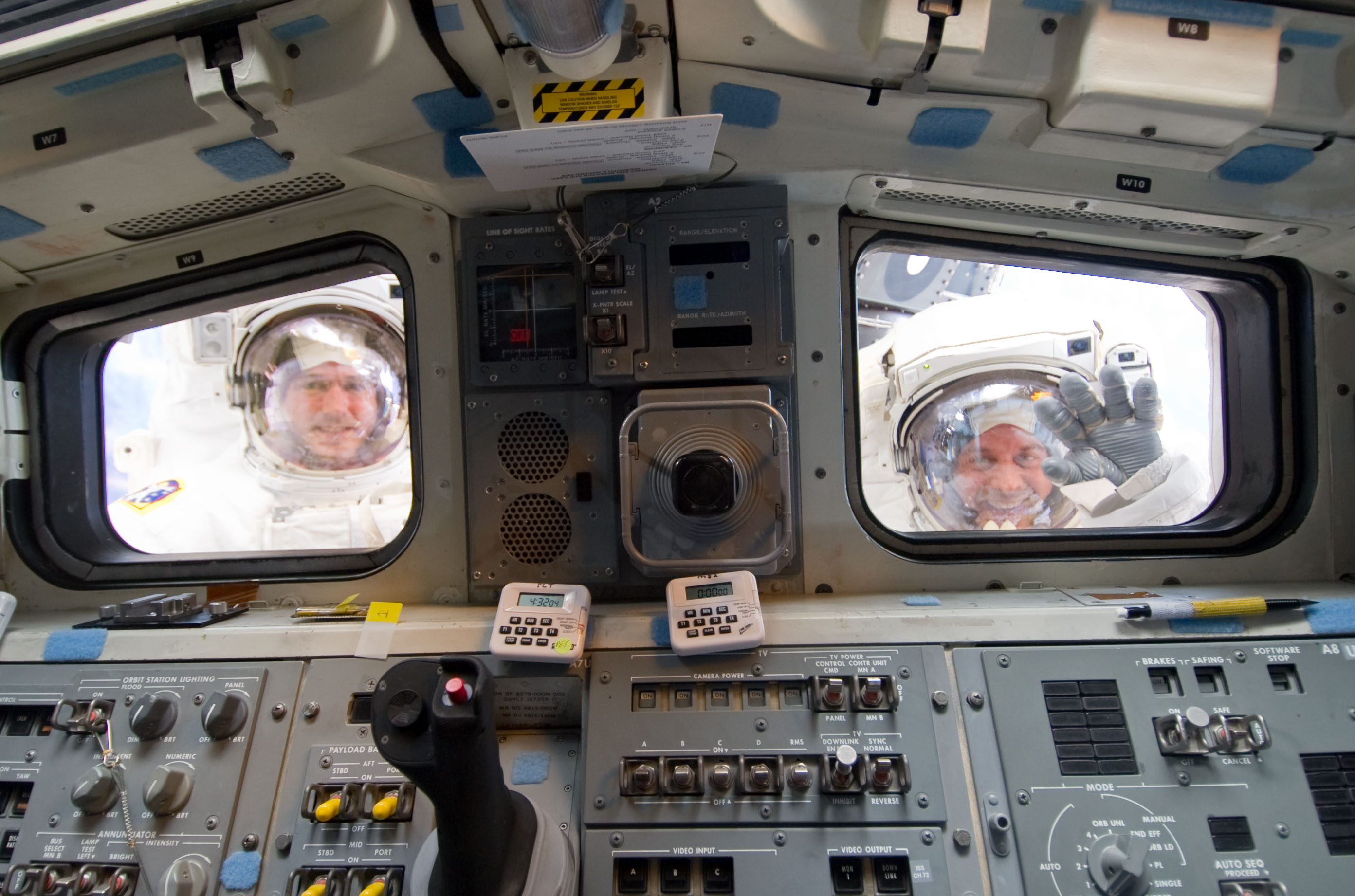
Good e Reisman, do lado de fora da Atlantis, acenam para dentro da cabine do ônibus espacial.

Os astronautas Michael Good e Garrett Reisman completaram a terceira atividade extra-veicular programada para a missão. Os trabalhos realizados são de montagem de pequenas peças na estrutura da estação e troca de baterias; também fizeram substituições de ferramentas no depósito exterior de ferramentas da ISS.

### 22 de maio - Dia 9
Pela manhã, a tripulação realizou algumas transferências de material e trabalhos de manutenção na estação. Com a tarde livre, Tracy Caldwell e alguns tripulantes realizaram uma videoconferência, respondendo a algumas perguntas de meninos de escolas de várias regiões dos Estados Unidos.

### 23 de maio - Dia 10
As tripulações da Atlantis e da Expedição 23 na ISS trabalharam juntas na transferência de materiais sensíveis entre a nave e a estação, principalmente amostras de pesquisas científicas que necessitam estar em ambiente mais frio. Depois da tarefa, as duas tripulações deram uma entrevista conjunta, posaram para fotografias e conduziram uma breve cerimônia de despedida entre as duas equipes, antes de cerrarem as escotilhas de ligação entre uma nave e outra.
A Atlantis desacoplou da ISS às 15:22 UTC e, conduzida pelo piloto Antonelli, afastou-se cerca de 120 m da estação, distância na qual a nave começou a fazer um giro em torno da ISS, de maneira que ambas as tripulações pudessem fotografar os dois veículos. Após isso, a Atlantis teve seus motores ligados para a separação final e entrada numa órbita diferente da ISS.

### 24 de maio - Dia 11
Após acordar, a tripulação da STS-132 fez uma inspeção geral nas asas e no nariz da Atlantis, escaneando as partes mais limítrofes de ambas as seções, em busca de alguma irregularidade.
A maior parte do resto do dia foi de descanso geral.

### 25 de maio - Dia 12
O dia anterior ao retorno teve as seguintes atividades:
- arrumação da cabine de comando
- checagem do sistema de controle de voo
- teste do sistema de controle de reação da nave
- reunião de preparação da reentrada
- desmontagem e estocagem das antenas Ku-band

### 26 de maio - Dia 13

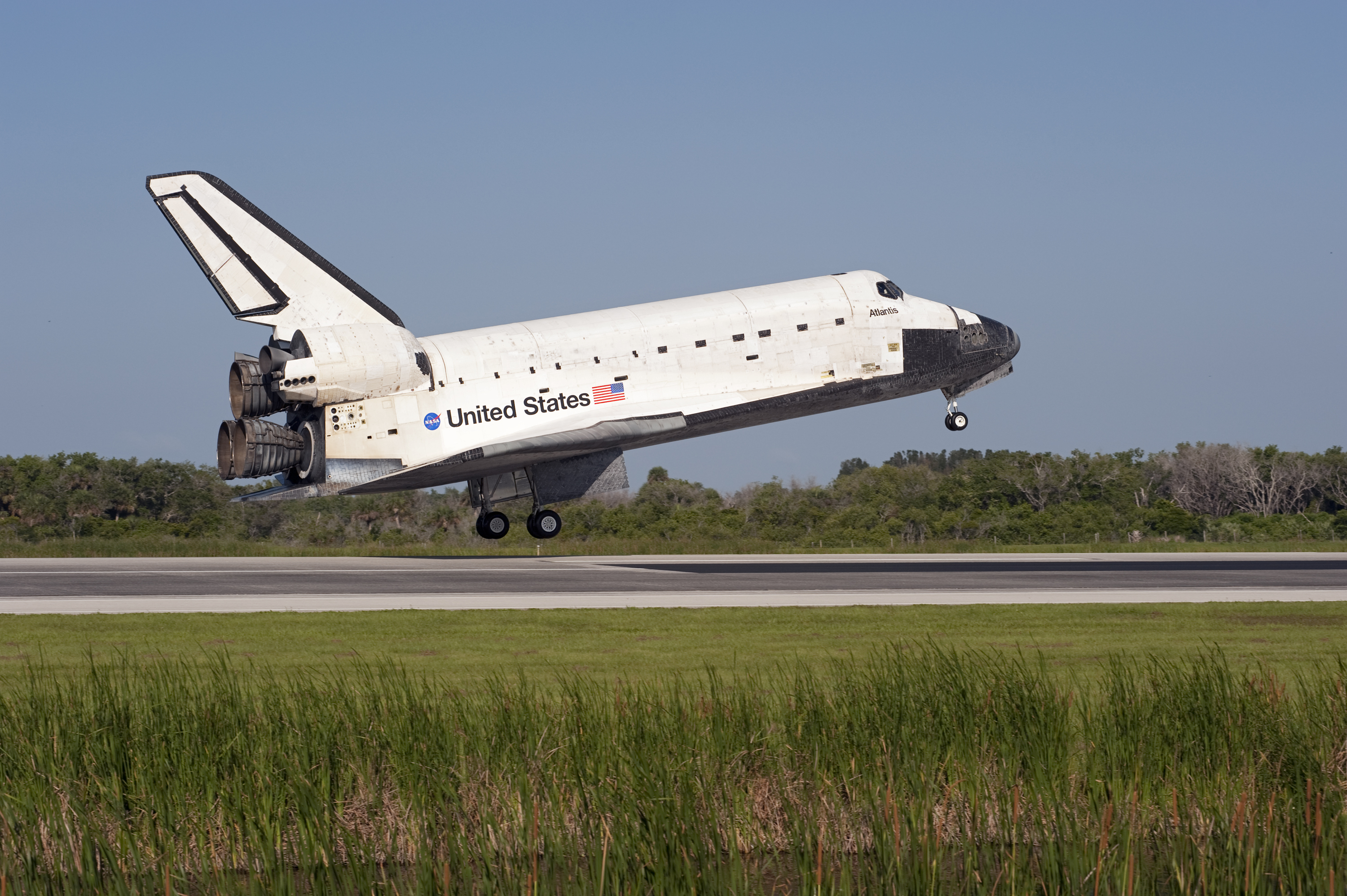
A STS-132 se encerra com o último pouso da nave Atlantis na pista do Centro Espacial Kennedy, em 26 de maio de 2010.

A tripulação acordou às 04:20 UTC e três horas depois os astronautas começaram os preparativos para a saída da órbita, travando as portas do compartimento de carga. A nave iniciou a reentrada às 12:16 UTC numa altitude de cerca de 130 km e velocidade Mach 25. Às 12:29 a nave encontrava-se a 65 km de altura e Mach 22, a cerca de 3000 km do Centro Espacial Kennedy. Às 12:34 a Atlantis estava a 60 km de altura, viajando a 15 mil km/h, a 1000 km da pista de pouso e sofrendo a pressão da temperatura externa de cerca de 2900° Fahrenheit por cerca de dois minutos.
Os comandos manuais foram tomados pelo comandante Kenneth Ham para aterrissagem quando a nave começou o voo planado a cerca de 15 km de altura. A missão se encerrou às 12:48 UTC (08:48 hora local), com o pouso da Atlantis, 32 minutos depois do início da reentrada e seu último pouso após 25 anos de serviço, na pista 33 do Centro Espacial Kennedy, Flórida, depois de 11 dias, 18 horas e 29 minutos de iniciada.

## Marcos da missão
- 163º Võo espacial tripulado Americano
- 32º Võo da Atlantis
- 34º missão de ônibus espacial para a Estação Espacial Internacional
- 107º missão depois do acidente da Challenger